# Dẽ khoang
Dẽ khoang (tên khoa học: Arenaria interpres) là một loài chim trong họ Scolopacidae.

## Hình ảnh

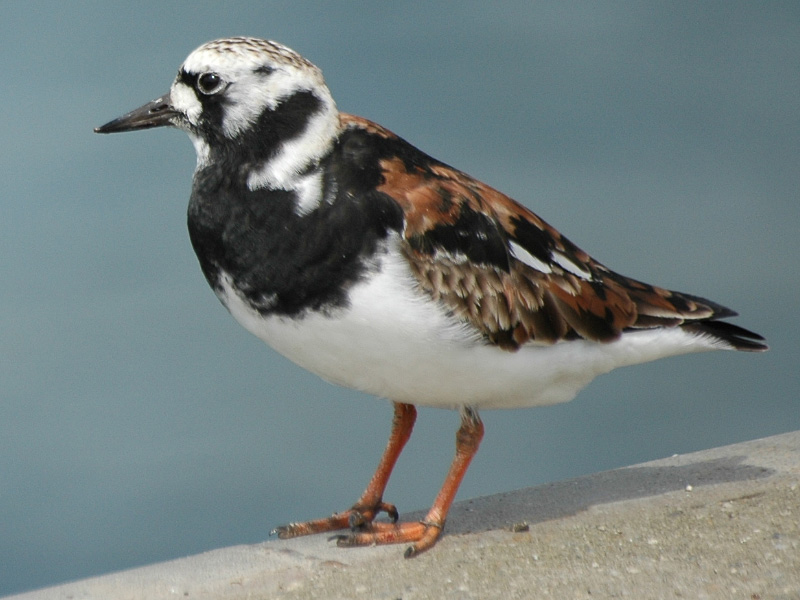
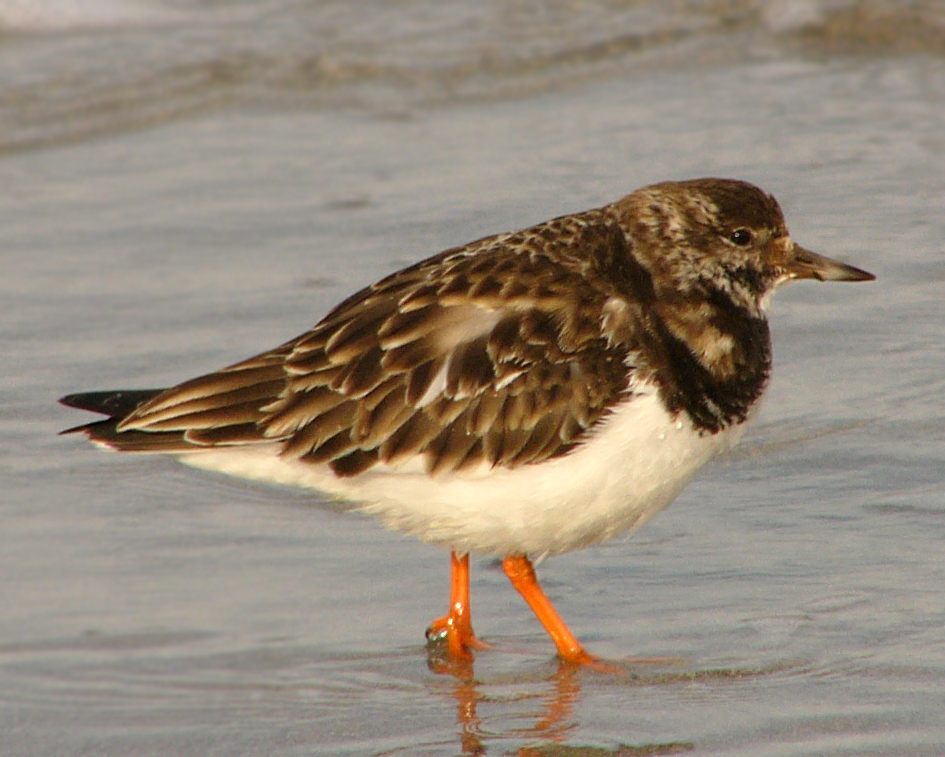
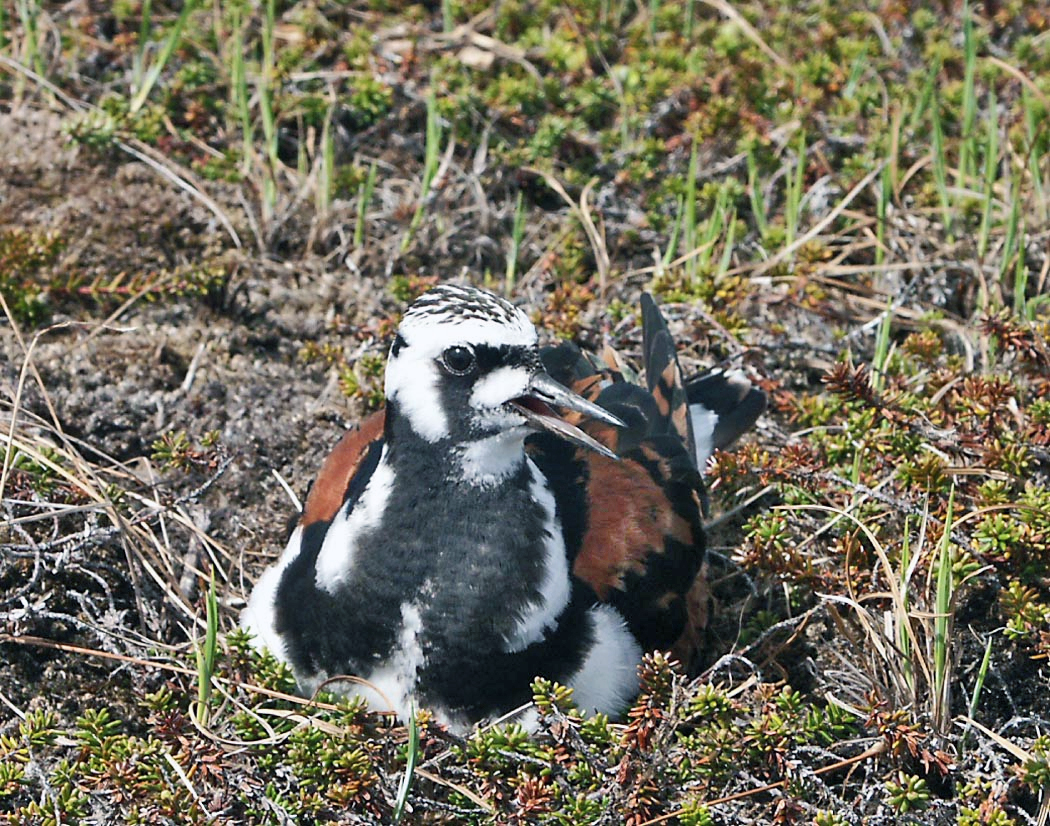
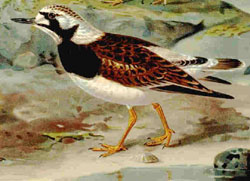

## Tham khảo

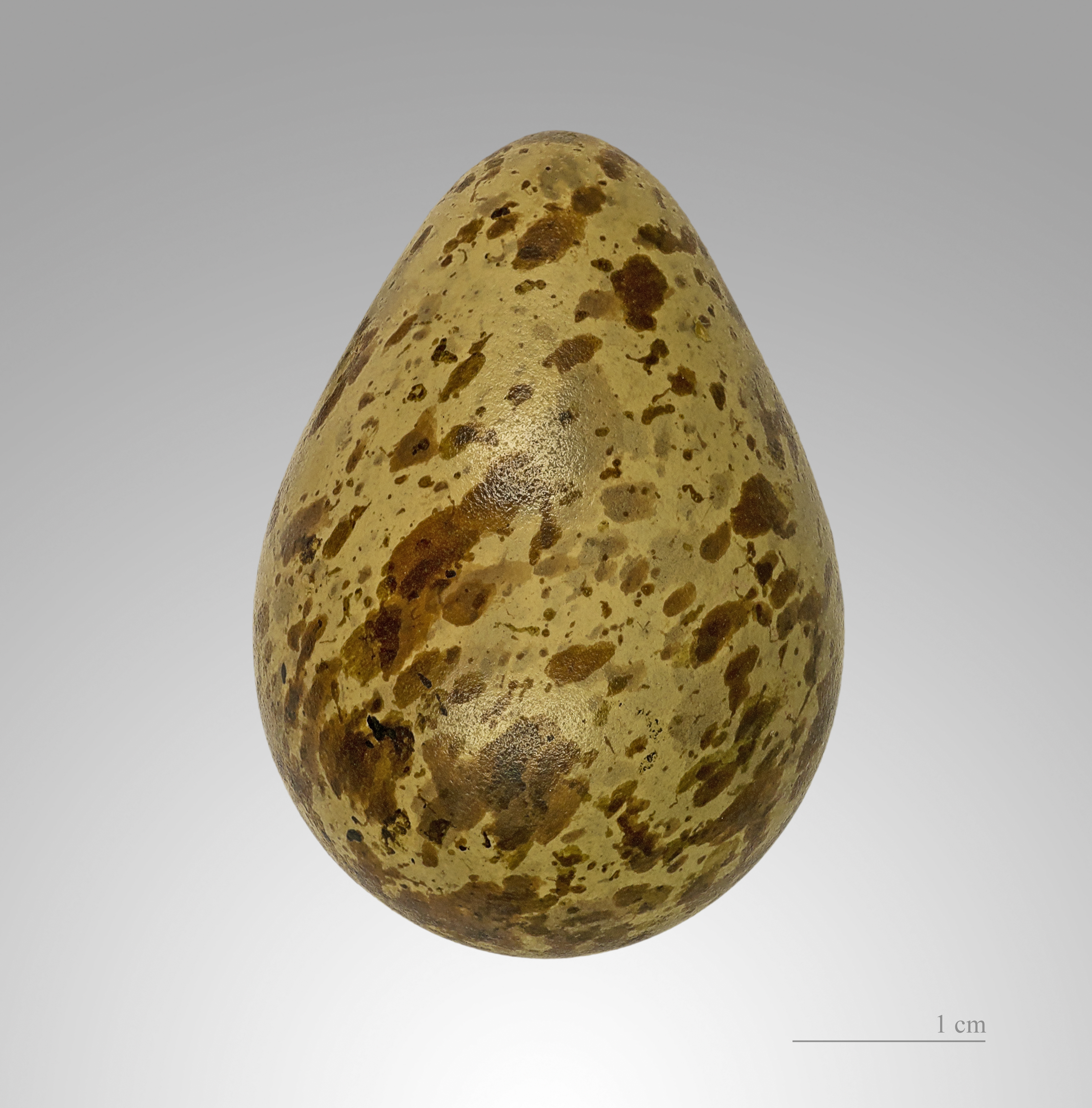
trứng chim Arenaria interpres